# Jelizaveta Goloebeva
Jelizaveta Sergejevna Goloebeva (Russisch: Елизаве́та Серге́евна Гóлубева (Казелина)) (Kolomna, 19 september 1996) is een Russische langebaanschaatsster. Ze is de tweelingzus van de eveneens talentvolle langebaanschaatser Michail Kazelin. Tot de zomer van 2020 was zij bekend onder haar meisjesnaam Jelizaveta Kazelina. 

## Biografie
Als B-juniore behoort Kazelina al tot de wereldtop bij de junioren. In 2014 wordt ze als 17-jarige bij haar tweede deelname aan het WK Junioren derde in het eindklassement. Een jaar later wint de Russin wederom de bronzen medaille bij het WK Junioren. In 2016 debuteert ze als juniore al in het internationale seniorencircuit. Zo wordt Kazelina in Minsk negende bij het EK Allround.
Bij de wereldkampioenschappen schaatsen afstanden 2020 boekt ze haar beste resultaat tot dan toe. Ze wint brons op de 1500 meter.
In augustus 2023 lieten Kristina Silaeva en Goloebeva weten voor Kazachstan te willen uitkomen vanwege de Russisch-Oekraïense Oorlog.

## Persoonlijke records
| Afstand    | Tijd    | Datum            | Baan           |
| ---------- | ------- | ---------------- | -------------- |
| 500 meter  | 38,37   | 9 december 2017  | Salt Lake City |
| 1000 meter | 1.13,81 | 04 december 2021 | Salt Lake City |
| 1500 meter | 1.51,41 | 16 februari 2020 | Salt Lake City |
| 3000 meter | 4.05,20 | 13 november 2015 | Calgary        |
| 5000 meter | 7.17,50 | 20 november 2015 | Salt Lake City |

## Resultaten
| Jaar | EK Allround           | WK Allround            | WK Afstanden                                      | Olympische Spelen                        | Wereldbeker                                 | WK Junioren                       |
| ---- | --------------------- | ---------------------- | ------------------------------------------------- | ---------------------------------------- | ------------------------------------------- | --------------------------------- |
| 2013 |                       |                        |                                                   |                                          |                                             | 6e 500m 6e 3000m 4e achtervolging |
| 2014 |                       |                        |                                                   |                                          |                                             | · (, , 5e, )                      |
| 2015 |                       |                        |                                                   |                                          |                                             | · (6e, 5e, , ) · 12e massastart   |
| 2016 | NC9 (5e, 9e, 9e, NS)  |                        | 22e 1000m · 19e 1500m · achtervolging             |                                          | 52e 500m 38e 1000m 18e 1500m 15e 3k/5k      | · (, )                            |
| 2017 |                       |                        |                                                   |                                          | 36e 1000m 32e 1500m 44e 3k/5k               |                                   |
| 2018 |                       |                        |                                                   |                                          | 37e 500m 36e 1000m 25e 1500m                |                                   |
| 2019 | NC9 · (, 12e, 4e, NS) | NC16 (7e, 21e, 13e, -) | 9e 1500m · massastart · achtervolging             |                                          | 12e 1500m 31e 3k/5k 13e massastart          |                                   |
| 2020 |                       | NC10 · (, 14e, 9e, -)  | 1500m · 20e massastart · 4e achtervolging         |                                          | 25e 1000m 6e 1500m 33e 3k/5k 17e massastart |                                   |
| 2021 | 7e · (, 8e, 5e, 7e)   |                        | 1000m · 7e 1500m · 15e massastart · achtervolging |                                          | 6e 1000m · 6e 1500m · massastart            |                                   |
| 2022 |                       |                        |                                                   | 7e 1500m 15e massastart 4e achtervolging | 14e 1000m 12e 1500m 7e massastart           |                                   |

1. ↑  Russische Elizaveta Golubeva wil voor Kazachstan uitkomen Schaatsen.nl, 20 augustus 2023